# Benno Kusche
Benno Kusche   (Friburg de Brisgòvia, 30 de gener de 1916 - 14 de maig de 2010) va ser un baríton operístic alemany, que va ser elogiat com un dels millors cantants de Mozart i Wagner, especialment en papers de personatges i Opera buffa.

## Carrera
Nascut a Friburg de Brisgòvia, Kusche era fill del pintor Paul Kusche. De 1935 a 1937 va anar a l'acadèmia de teatre del Badisches Staatstheater Karlsruhe. Allà va descobrir el seu talent com a cantant. Va debutar al Festival d'Òpera de Heidelberg el 1938. Kusche va rebre el seu primer compromís el 1938 al Teatre de Koblenz. Es va incorporar al Teatre Augsburg el 1939. Aquí va estar actiu fins al seu reclutament militar el 1941 i, després de ser ferit i donat d'alta, va tornar a la companyia d'Augsburg des de 1943 fins que el teatre va ser bombardejat el 1944.
Poc després de l'enfonsament de la dictadura nazi, va tocar en operetes al Kurhaus Göggingen, després a Augsburg. Des de 1946 Kusche va pertànyer a l’Òpera Estatal de Baviera com a baríton baix conegut fora d'Alemanya i des de 1958 va ser membre de la Deutsche Oper am Rhein.
L'estiu de 1951 va cantar Beckmesser a Die Meistersinger von Nürnberg de Wagner, posat en escena per Heinz Tietjen a la Royal Opera House de Londres sota la direcció musical de Sir Thomas Beecham. El cantant va fer actuacions convidades en el paper a Viena, Berlín i Stuttgart, a La Scala de Milà, a Londres, Florència, Zuric, Buenos Aires, Bregenz i Brussel·les, entre d'altres. La temporada 1971/72 la va cantar al Metropolitan Opera de Nova York.
Beckmesser va ser el paper característic de Kusche. El seu talent, que tendeix a la comèdia, el va fer una elecció adient també per a La Roche, el director de teatre a Capriccio de Richard Strauss. Altres papers importants van ser Alberich a Der Ring des Nibelungen de Wagner, el paper principal a Falstaff de Verdi, Leporello a Don Giovanni de Mozart, Faninal a Der Rosenkavalier de Richard Strauss, Papageno a Die Zauberflöte de Mozart, Waldner a Arabella de Richard Straus i Don Alfonso a Così fan tutte de Mozart, entre d'altres. Kusche va interpretar papers en operetes, sobretot Zsupan a Der Zigeunerbaron de Johann Strauss, Ollendorff a Der Bettelstudent i Frank a Die Fledermaus de Johann Strauss.
Va treballar per a les emissions d'òpera de WDR a Colònia durant les dècades de 1950 i 1960 com a part del conjunt que treballava amb el director d'orquestra Franz Marszalek. Van gravar operetes conegudes com Schwarzwaldmädel, Gasparone i Gräfin Mariza, però també rarament van tocar obres com Jabuka de Johann Strauss i Paroli de Leo Fall. Kusche també va aparèixer a l'òpera contemporània, per exemple com a domador d'animals a Lulu d'Alban Berg i en papers de bufó a les obres escèniques de Carl Orff, entre d'altres. Va aparèixer regularment a Augsburg com Tevje a Fiddler on the Roof (Anatevka) fins al 1988.
Kusche també va aparèixer a pel·lícules, per exemple  Nackt wie Gott sie schuf  (amb Marisa Allasio i Ellen Schwiers), o va fer petits papers a les pel·lícules, com A Summer You Will Never Forget (amb Claus Biederstaedt, Karin Dor, Fita Benkhoff),  Mein Mädchen ist ein Postillion  (amb la seva dona Christine Görner i els bessons Kessler). Va aparèixer com a estrella convidada a la sèrie de culte  Klimbim  el 5 de maig de 1976. El 1975, va aparèixer per a la ZDF amb Julia Migenes, Bruce Low i altres en el paper d'alcalde a l'opereta Viktoria und ihr Husar i també van aparèixer a  Noch ’ne Oper  amb Margit Schramm, Rudolf Schock i Ilse Werner.
Kusche va ser un Kammersänger bavarès i titular de la Orde al Mèrit de la República Federal Alemanya 1 Klasse i l’Ordre del Mèrit de Baviera.
Kusche va tenir una filla Eveline del seu primer matrimoni. El 1960 es va casar amb l'actriu i Christine Görner. Es van divorciar el 1986. Christian Kusche-Tomasini, el seu fill, treballa com a compositor de cinema a Itàlia.

## Enregistraments
- Die Meistersinger von Nürnberg (amb Rudolf Schock) (EMI)
- Die Kluge (EMI)
- Lulu (amb Anneliese Rothenberger) (EMI)
- Don Giovanni (amb George London)
- Gasparone 1956, amb Josef Metternich, director d'orquestra Franz Marszalek
- Die Fledermaus 1976, director d'orquestra Carlos Kleiber (Deutsche Grammophon 457 765-2)[3]
- Der Zigeunerbaron 1954, director d'orquestra Franz Marszalek (EMI / Ariola Eurodisc 71680/81 IE)
- Der fidele Bauer 1963, amb Heinz Hoppe, Symphonie-Orchester Graunke, director Carl Michalski (EMI)
- Der Vogelhändler, amb la seva dona Christine Görner (Amiga)
- Robert Stolz - Meine schönsten Melodien, amb Christine Görner (Europa)
- Fragments d'opereta, sovint amb Christine Görner (EMI)
- Fragments d'òpera (BMG)

### Enregistraments per a ràdio i televisió
- Operette enregistraments Westdeutscher Rundfunk Colònia
- Zum Blauen Bock
- Klimbin
- Der Rosenkavalier, amb Benno Kusche, Brigitte Fassbaender, Gwyneth Jones, Lucia Popp, Manfred Jungwirth, Anneliese Waas, David Thaw, Gudrun Wewezow, Francisco Araiza; director Otto Schenk, director Carlos Kleiber, orquestra i cor de la Bayerische Staatsoper 1979)[4]